# Падегс, Карлис
Ка́рлис Па́дегс (латыш. Kārlis Padegs, известен также под прозвищами Шарль и Рижский денди; 8 октября 1911, Торнякалнс, Рига — 19 апреля 1940, Рига) — латвийский художник и график.

## Биография

Автопортрет с розой 1932 г

Рано потерял отца, воспитывался матерью и отчимом. Осенью 1915 года семья бежала из прифронтовой Риги в Тарту, где Карлис провёл годы конца Первой мировой войны. Возвращение в Ригу состоялось только во время немецкой её оккупации в 1918 году. Жил на улице Элизабетес, 24, кв. 55. В детстве проводил время, в основном, в одиночестве, возможно, отсутствие приятелей позволило ему больше читать, рисовать и фантазировать.
В школу пошёл с трёхлетним опозданием, в 1921 году, учился в Рижской первой начальной школе. Здесь художественные способности Падегса заметил учитель рисования Эрнест Вейландс.
Будучи школьником, работал в латвийском молодёжном Красном Кресте в отделе прикладного искусства, где выполнял секретарские обязанности. Окончив начальную школу в 1928 году в возрасте 16 лет, Падегс оказался слишком взрослым, чтобы продолжать учёбу в средней школе. Вместо этого он в числе 20 других претендентов получил право учиться в Латвийской академии художеств.
Окончил Латвийскую Академии художеств (1933, класс Вильгельма Пурвитиса).
С третьего курса учёбы в Академии сотрудничал в газетах, с 1930 по 1931 год работал в отделе юмора и сатиры еженедельника «Весы».
Выработал собственный художественный образ — денди в чёрной испанской шляпе и с тлеющей сигаретой в зубах. С 1932 года подражал испанским кабальеро: шляпу с необычно широкими полями носил немного косо, был одет в длинное тёмное пальто с накладными плечами, шею оборачивал ярко-красный шарф. В одной руке он обычно держал желтые свиной кожи перчатки, в другой — бамбуковую трость. Носил полосатые брюки финансиста, лакированные туфли и белые гетры с маленькими чёрными кнопками. Его походка и внешний вид привлекали большое внимание, он замечал удивлённые взгляды и слышал пренебрежительные замечания.
Дружил с Валдисом Калнрозе и Генрихом Бауэром, который дал ему дружеское прозвище «Карлос».

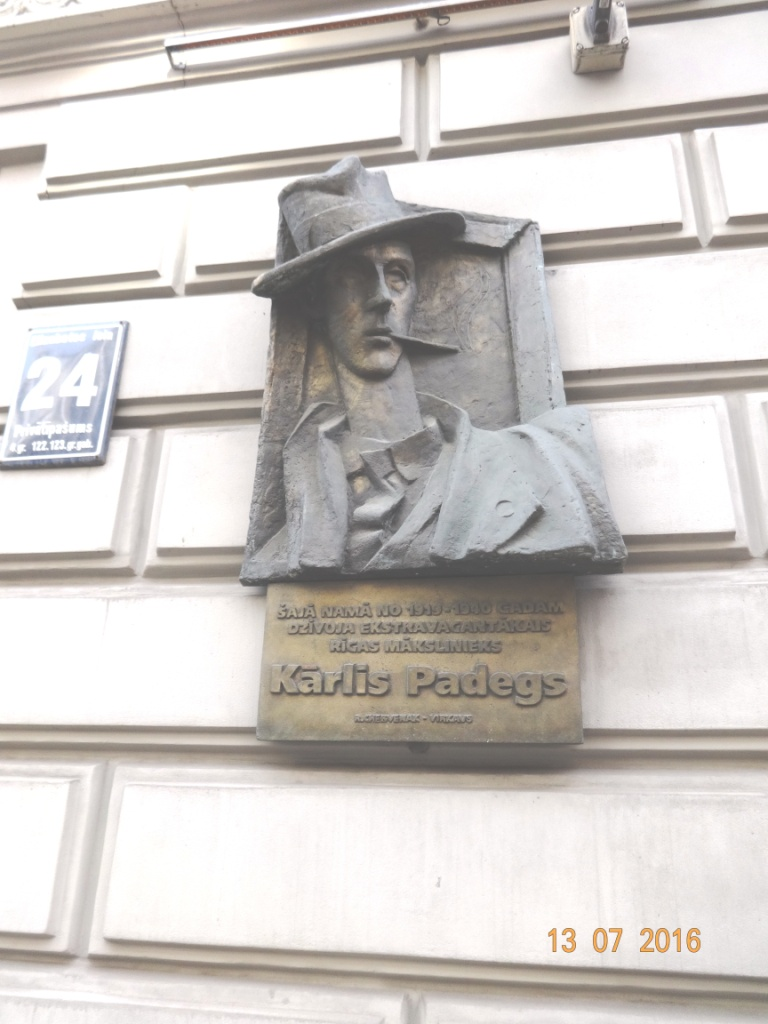
Мемориальная доска на доме № 24 по улице Элизабетес

В 1932 году написал одну из своих самых знаменитых картин «Мадонна с пулемётом», расцениваемую современными критиками как предчувствие Второй мировой войны. Первая выставка прошла в 1933 году в кафе Dancing Palace на улице Элизабетес в Риге. Первая и единственная персональная выставка прошла в танцевальном салоне Лидии Шмидт на бульваре Райниса в 1936 году.
В 1934 году был призван в латвийскую армию для прохождения обязательной военной службы, которую нёс тут же, в Риге, в артиллерийском полку в Даугавгриве.
Годы 1937—1938 прошли для художника невероятно тихо. Великолепная богема утихла, он сильно злоупотреблял алкоголем. Страдал заболеванием лёгких, не оставлявшим его всю жизнь и в итоге приведшим к ранней смерти. В 1938 году женился на 24-летней Эльвире Берте Феодорович, также с раннего возраста страдавшей от туберкулёза лёгких.
1939 год оказался чрезвычайно плодотворным для Падегса, он завершил более сорока больших графических работ — иллюстрацию произведений Кнута Гамсуна. Он также иллюстрировал произведения Оскара Уайльда. Однако силы художника были исчерпаны, и весной следующего года он умер в своей квартире на улице Элизабетес.
Около 30 рисунков Карлиса Падегса в конце 1970-х годов были обнаружены в кухонном шкафчике одной из рижских квартир.

## Жизненное кредо
Однажды Падегс написал в газете, что только изгой, мечтающий о Нарциссе, не может забыть живущих рядом калек. При резком контрасте даже самые тускло мыслящие люди вспоминают, что мир уже потерял в Первой мировой войне 12 996 117 человек убитыми и ещё 5 669 000 стало инвалидами, и мы не хотим новых жертв.

## Память
- Бронзовый памятник у Верманского парка на ул. Меркеля (скульптор — Андрис Варпа).
- Мемориальная доска на доме № 24 по улице Элизабетес.